# Ettore Balestrero
Ettore Balestrero (Gênova, 21 de dezembro de 1966) é um clérigo italiano, arcebispo e diplomata da Santa Sé.
Depois de estudar Direito, ingressou no Almo Collegio Capranica e foi ordenado sacerdote em 18 de setembro de 1993 pelo Cardeal Vigário e Arcipreste da Basílica de Latrão, Cardeal Camillo Ruini. 
Formou-se em teologia e doutorou-se em direito canônico. Depois de trabalhar na paróquia de Santa Maria Mater Ecclesiae al Torrino, em Roma, tornou-se aluno da Pontifícia Academia Diplomática. Entrou no serviço diplomático da Santa Sé em 1º de julho de 1996 e serviu nas nunciaturas da Coréia, Mongólia e Holanda. Atua na Secretaria de Estado desde 2001. 
Papa Bento XVI nomeou-o em 17 de agosto de 2009 como Subsecretário de Relações com os Estados e o Banco do Vaticano IOR. Sucedeu a Pietro Parolin, nomeado no mesmo dia Núncio Apostólico na Venezuela. O trabalho de Balestrero como subsecretário era supervisionar o trabalho do Escritório de Relações com os Estados e manter contatos com embaixadores de todo o mundo.
Ettore Balestrero foi pelo Papa Bento XVI em 22 de fevereiro de 2013 nomeado Núncio Apostólico na Colômbia e Arcebispo Titular pro hac vice de Victoriana. A consagração episcopal lhe doou em 27 de abril do mesmo ano o Cardeal Bispo de Frascati, Tarcisio Bertone SDB; Os cardeais Marc Ouellet PSS e Fernando Filoni foram co-consagradores. 
Em 6 de julho de 2018, foi nomeado Encarregado da Nunciatura Apostólica na República Democrática do Congo. O anterior núncio no Congo, Luis Mariano Montemayor, foi nomeado em 27 de setembro do mesmo ano para sucedê-lo como núncio apostólico na Colômbia. 
Em 27 de abril de 2019, o Papa Francisco o nomeou Núncio Apostólico na República Democrática do Congo.
Em 21 de junho de 2021, foi transferido como Observador Permanente da Santa Sé junto às Nações Unidas em Genebra e Representante da Santa Sé para a Organização Internacional para os Imigrantes.
Ele é de mãe americana e fala inglês fluentemente, além de francês, espanhol, alemão e holandês.